# 4e étape du Tour d'Espagne 2020
Pour un article plus général, voir Tour d'Espagne 2020.
La 4e étape du Tour d'Espagne 2020 se déroule le vendredi 23 octobre 2020, de Garray à Ejea de los Caballeros, sur une distance de 191,7 km.

## Parcours
Cette étape considérée de plaine favorise les sprinteurs, et est la première de ce Tour d'Espagne.

## Résultats

### Classement de l'étape
| \| Classement de l'étape \| Classement de l'étape \| Classement de l'étape \| Classement de l'étape \| Classement de l'étape \| \| Coureur \| Coureur \| Pays \| Équipe \| Temps \| \| --------------------- \| --------------------- \| --------------------- \| ---------------------- \| --------------------- \| \| 1er \| Sam Bennett \| Irlande \| Deceuninck-Quick Step \| 3 h 53 min 29 s \| \| 2e \| Jasper Philipsen \| Belgique \| UAE Team Emirates \| + 0 s \| \| 3e \| Jakub Mareczko \| Italie \| CCC Team \| + 0 s \| \| 4e \| Pascal Ackermann \| Allemagne \| Bora-Hansgrohe \| + 0 s \| \| 5e \| Gerben Thijssen \| Belgique \| Lotto-Soudal \| + 0 s \| \| 6e \| Matteo Moschetti \| Italie \| Trek-Segafredo \| + 0 s \| \| 7e \| Max Kanter \| Allemagne \| Team Sunweb \| + 0 s \| \| 8e \| Mihkel Räim \| Estonie \| Israel Start-Up Nation \| + 0 s \| \| 9e \| Emmanuel Morin \| France \| Cofidis \| + 0 s \| \| 10e \| Magnus Cort Nielsen \| Danemark \| EF Pro Cycling \| + 0 s \| |                     |           |                        |                 |
| |                     |           |                        |                 |
| Source : ProCyclingStats |                     |           |                        |                 |
| Classement de l'étape |                     |           |                        |                 |
| Coureur | Coureur             | Pays      | Équipe                 | Temps           |
| 1er | Sam Bennett         | Irlande   | Deceuninck-Quick Step  | 3 h 53 min 29 s |
| 2e | Jasper Philipsen    | Belgique  | UAE Team Emirates      | + 0 s           |
| 3e | Jakub Mareczko      | Italie    | CCC Team               | + 0 s           |
| 4e | Pascal Ackermann    | Allemagne | Bora-Hansgrohe         | + 0 s           |
| 5e | Gerben Thijssen     | Belgique  | Lotto-Soudal           | + 0 s           |
| 6e | Matteo Moschetti    | Italie    | Trek-Segafredo         | + 0 s           |
| 7e | Max Kanter          | Allemagne | Team Sunweb            | + 0 s           |
| 8e | Mihkel Räim         | Estonie   | Israel Start-Up Nation | + 0 s           |
| 9e | Emmanuel Morin      | France    | Cofidis                | + 0 s           |
| 10e | Magnus Cort Nielsen | Danemark  | EF Pro Cycling         | + 0 s           |

### Points attribués pour le classement par points
| Sprint intermédiaire Sádaba (km 169) | Sprint intermédiaire Sádaba (km 169) | Sprint intermédiaire Sádaba (km 169) | Sprint intermédiaire Sádaba (km 169) | Sprint intermédiaire Sádaba (km 169) |
| ------------------------------------ | ------------------------------------ | ------------------------------------ | ------------------------------------ | ------------------------------------ |
|                                      | Coureur                              | Pays                                 | Équipe                               | Point(s)                             |
| 1er                                  | Harry Tanfield                       | Royaume-Uni                          | AG2R La Mondiale                     | 4                                    |
| 2e                                   | Jesús Ezquerra                       | Espagne                              | Burgos-BH                            | 2                                    |
| 3e                                   | Luis Ángel Maté                      | Espagne                              | Cofidis                              | 1                                    |
| modifier                             |                                      |                                      |                                      |                                      |

| Arrivée d'étape Ejea de los Caballeros (km 191,7) | Arrivée d'étape Ejea de los Caballeros (km 191,7) | Arrivée d'étape Ejea de los Caballeros (km 191,7) | Arrivée d'étape Ejea de los Caballeros (km 191,7) | Arrivée d'étape Ejea de los Caballeros (km 191,7) |
| ------------------------------------------------- | ------------------------------------------------- | ------------------------------------------------- | ------------------------------------------------- | ------------------------------------------------- |
|                                                   | Coureur                                           | Pays                                              | Équipe                                            | Point(s)                                          |
| 1er                                               | Sam Bennett                                       | Irlande                                           | Deceuninck-Quick Step                             | 25                                                |
| 2e                                                | Jasper Philipsen                                  | Belgique                                          | UAE Emirates                                      | 20                                                |
| 3e                                                | Jakub Mareczko                                    | Italie                                            | CCC Team                                          | 16                                                |
| 4e                                                | Pascal Ackermann                                  | Allemagne                                         | Bora-Hansgrohe                                    | 14                                                |
| 5e                                                | Gerben Thijssen                                   | Belgique                                          | Lotto-Soudal                                      | 12                                                |
| 6e                                                | Matteo Moschetti                                  | Italie                                            | Trek-Segafredo                                    | 10                                                |
| 7e                                                | Max Kanter                                        | Allemagne                                         | Sunweb                                            | 9                                                 |
| 8e                                                | Mihkel Räim                                       | Estonie                                           | Israel Start-Up Nation                            | 8                                                 |
| 9e                                                | Emmanuel Morin                                    | France                                            | Cofidis                                           | 7                                                 |
| 10e                                               | Magnus Cort Nielsen                               | Danemark                                          | EF Pro Cycling                                    | 6                                                 |
| 11e                                               | Jon Aberasturi                                    | Espagne                                           | Caja Rural-Seguros RGA                            | 5                                                 |
| 12e                                               | Reinardt Janse van Rensburg                       | Afrique du Sud                                    | NTT Pro Cycling                                   | 4                                                 |
| 13e                                               | Dion Smith                                        | Nouvelle-Zélande                                  | Mitchelton-Scott                                  | 3                                                 |
| 14e                                               | Lorrenzo Manzin                                   | France                                            | Total Direct Énergie                              | 2                                                 |
| 15e                                               | Alex Molenaar                                     | Pays-Bas                                          | Burgos-BH                                         | 1                                                 |
| modifier                                          |                                                   |                                                   |                                                   |                                                   |

### Bonifications
|   | Coureur         | Pays        | Équipe           | Secondes |
| - | --------------- | ----------- | ---------------- | -------- |
| 1 | Harry Tanfield  | Royaume-Uni | AG2R La Mondiale | 3 s      |
| 2 | Jesús Ezquerra  | Espagne     | Burgos-BH        | 2 s      |
| 3 | Luis Ángel Maté | Espagne     | Cofidis          | 1 s      |

|   | Coureur          | Pays     | Équipe                | Secondes |
| - | ---------------- | -------- | --------------------- | -------- |
| 1 | Sam Bennett      | Irlande  | Deceuninck-Quick Step | 10 s     |
| 2 | Jasper Philipsen | Belgique | UAE Emirates          | 6 s      |
| 3 | Jakub Mareczko   | Italie   | CCC Team              | 4 s      |

## Classements à l'issue de l'étape

### Classement général
| \| Classement général \| Classement général \| Classement général \| Classement général \| Classement général \| \| Coureur \| Coureur \| Pays \| Équipe \| Temps \| \| ------------------ \| ------------------- \| ------------------ \| ---------------------- \| ------------------ \| \| 1er \| Primož Roglič \| Slovénie \| Jumbo-Visma \| 16 h 30 min 53 s \| \| 2e \| Dan Martin \| Irlande \| Israel Start-Up Nation \| + 5 s \| \| 3e \| Richard Carapaz \| Équateur \| Ineos Grenadiers \| + 13 s \| \| 4e \| Enric Mas \| Espagne \| Movistar Team \| + 32 s \| \| 5e \| Hugh Carthy \| Royaume-Uni \| EF Pro Cycling \| + 38 s \| \| 6e \| Sepp Kuss \| États-Unis \| Jumbo-Visma \| + 44 s \| \| 7e \| Felix Großschartner \| Autriche \| Bora-Hansgrohe \| + 1 min 17 s \| \| 8e \| Esteban Chaves \| Colombie \| Mitchelton-Scott \| + 1 min 29 s \| \| 9e \| Marc Soler \| Espagne \| Movistar Team \| + 1 min 55 s \| \| 10e \| George Bennett \| Nouvelle-Zélande \| Jumbo-Visma \| + 1 min 57 s \| |                     |                  |                        |                  |
| |                     |                  |                        |                  |
| Source : ProCyclingStats |                     |                  |                        |                  |
| Classement général |                     |                  |                        |                  |
| Coureur | Coureur             | Pays             | Équipe                 | Temps            |
| 1er | Primož Roglič       | Slovénie         | Jumbo-Visma            | 16 h 30 min 53 s |
| 2e | Dan Martin          | Irlande          | Israel Start-Up Nation | + 5 s            |
| 3e | Richard Carapaz     | Équateur         | Ineos Grenadiers       | + 13 s           |
| 4e | Enric Mas           | Espagne          | Movistar Team          | + 32 s           |
| 5e | Hugh Carthy         | Royaume-Uni      | EF Pro Cycling         | + 38 s           |
| 6e | Sepp Kuss           | États-Unis       | Jumbo-Visma            | + 44 s           |
| 7e | Felix Großschartner | Autriche         | Bora-Hansgrohe         | + 1 min 17 s     |
| 8e | Esteban Chaves      | Colombie         | Mitchelton-Scott       | + 1 min 29 s     |
| 9e | Marc Soler          | Espagne          | Movistar Team          | + 1 min 55 s     |
| 10e | George Bennett      | Nouvelle-Zélande | Jumbo-Visma            | + 1 min 57 s     |

| Classement par points | Classement par points | Classement par points | Classement par points  | Classement par points |
| Coureur               | Coureur               | Pays                  | Équipe                 | Points                |
| --------------------- | --------------------- | --------------------- | ---------------------- | --------------------- |
| 1er                   | Primož Roglič         | Slovénie              | Jumbo-Visma            | 65 pts                |
| 2e                    | Dan Martin            | Irlande               | Israel Start-Up Nation | 57 pts                |
| 3e                    | Richard Carapaz       | Équateur              | Ineos Grenadiers       | 50 pts                |
| 4e                    | Enric Mas             | Espagne               | Movistar Team          | 30 pts                |
| 5e                    | Marc Soler            | Espagne               | Movistar Team          | 26 pts                |
| 6e                    | Sam Bennett           | Irlande               | Deceuninck-Quick Step  | 25 pts                |
| 7e                    | Hugh Carthy           | Royaume-Uni           | EF Pro Cycling         | 25 pts                |
| 8e                    | Esteban Chaves        | Colombie              | Mitchelton-Scott       | 23 pts                |
| 9e                    | Sepp Kuss             | États-Unis            | Jumbo-Visma            | 22 pts                |
| 10e                   | Felix Großschartner   | Autriche              | Bora-Hansgrohe         | 21 pts                |

| Classement par points | Classement par points | Classement par points | Classement par points  | Classement par points |
| Coureur               | Coureur               | Pays                  | Équipe                 | Points                |
| --------------------- | --------------------- | --------------------- | ---------------------- | --------------------- |
| 1er                   | Primož Roglič         | Slovénie              | Jumbo-Visma            | 65 pts                |
| 2e                    | Dan Martin            | Irlande               | Israel Start-Up Nation | 57 pts                |
| 3e                    | Richard Carapaz       | Équateur              | Ineos Grenadiers       | 50 pts                |
| 4e                    | Enric Mas             | Espagne               | Movistar Team          | 30 pts                |
| 5e                    | Marc Soler            | Espagne               | Movistar Team          | 26 pts                |
| 6e                    | Sam Bennett           | Irlande               | Deceuninck-Quick Step  | 25 pts                |
| 7e                    | Hugh Carthy           | Royaume-Uni           | EF Pro Cycling         | 25 pts                |
| 8e                    | Esteban Chaves        | Colombie              | Mitchelton-Scott       | 23 pts                |
| 9e                    | Sepp Kuss             | États-Unis            | Jumbo-Visma            | 22 pts                |
| 10e                   | Felix Großschartner   | Autriche              | Bora-Hansgrohe         | 21 pts                |

| Classement de la montagne | Classement de la montagne | Classement de la montagne | Classement de la montagne | Classement de la montagne |
| Coureur                   | Coureur                   | Pays                      | Équipe                    | Points                    |
| ------------------------- | ------------------------- | ------------------------- | ------------------------- | ------------------------- |
| 1er                       | Richard Carapaz           | Équateur                  | Ineos Grenadiers          | 18 pts                    |
| 2e                        | Dan Martin                | Irlande                   | Israel Start-Up Nation    | 16 pts                    |
| 3e                        | Sepp Kuss                 | États-Unis                | Jumbo-Visma               | 14 pts                    |
| 4e                        | Primož Roglič             | Slovénie                  | Jumbo-Visma               | 7 pts                     |
| 5e                        | Tim Wellens               | Belgique                  | Lotto-Soudal              | 6 pts                     |
| 6e                        | Quentin Jauregui          | France                    | AG2R La Mondiale          | 6 pts                     |
| 7e                        | Enric Mas                 | Espagne                   | Movistar Team             | 6 pts                     |
| 8e                        | Alejandro Valverde        | Espagne                   | Movistar Team             | 6 pts                     |
| 9e                        | Jetse Bol                 | Pays-Bas                  | Burgos-BH                 | 4 pts                     |
| 10e                       | Matteo Badilatti          | Suisse                    | Israel Start-Up Nation    | 3 pts                     |

| Classement de la montagne | Classement de la montagne | Classement de la montagne | Classement de la montagne | Classement de la montagne |
| Coureur                   | Coureur                   | Pays                      | Équipe                    | Points                    |
| ------------------------- | ------------------------- | ------------------------- | ------------------------- | ------------------------- |
| 1er                       | Richard Carapaz           | Équateur                  | Ineos Grenadiers          | 18 pts                    |
| 2e                        | Dan Martin                | Irlande                   | Israel Start-Up Nation    | 16 pts                    |
| 3e                        | Sepp Kuss                 | États-Unis                | Jumbo-Visma               | 14 pts                    |
| 4e                        | Primož Roglič             | Slovénie                  | Jumbo-Visma               | 7 pts                     |
| 5e                        | Tim Wellens               | Belgique                  | Lotto-Soudal              | 6 pts                     |
| 6e                        | Quentin Jauregui          | France                    | AG2R La Mondiale          | 6 pts                     |
| 7e                        | Enric Mas                 | Espagne                   | Movistar Team             | 6 pts                     |
| 8e                        | Alejandro Valverde        | Espagne                   | Movistar Team             | 6 pts                     |
| 9e                        | Jetse Bol                 | Pays-Bas                  | Burgos-BH                 | 4 pts                     |
| 10e                       | Matteo Badilatti          | Suisse                    | Israel Start-Up Nation    | 3 pts                     |

| Classement du meilleur jeune | Classement du meilleur jeune | Classement du meilleur jeune | Classement du meilleur jeune | Classement du meilleur jeune |
| Coureur                      | Coureur                      | Pays                         | Équipe                       | Temps                        |
| ---------------------------- | ---------------------------- | ---------------------------- | ---------------------------- | ---------------------------- |
| 1er                          | Enric Mas                    | Espagne                      | Movistar Team                | 16 h 31 min 25 s             |
| 2e                           | Andrea Bagioli               | Italie                       | Deceuninck-Quick Step        | + 2 min 26 s                 |
| 3e                           | Gino Mäder                   | Suisse                       | NTT Pro Cycling              | + 2 min 59 s                 |
| 4e                           | David Gaudu                  | France                       | Groupama-FDJ                 | + 3 min 28 s                 |
| 5e                           | Aleksandr Vlasov             | Russie                       | Astana                       | + 5 min 10 s                 |
| 6e                           | Iván Sosa                    | Colombie                     | Ineos Grenadiers             | + 8 min 03 s                 |
| 7e                           | Georg Zimmermann             | Allemagne                    | CCC Team                     | + 11 min 41 s                |
| 8e                           | Kobe Goossens                | Belgique                     | Lotto-Soudal                 | + 11 min 46 s                |
| 9e                           | William Barta                | États-Unis                   | CCC Team                     | + 13 min 22 s                |
| 10e                          | Niklas Eg                    | Danemark                     | Trek-Segafredo               | + 17 min 28 s                |

| Classement du meilleur jeune | Classement du meilleur jeune | Classement du meilleur jeune | Classement du meilleur jeune | Classement du meilleur jeune |
| Coureur                      | Coureur                      | Pays                         | Équipe                       | Temps                        |
| ---------------------------- | ---------------------------- | ---------------------------- | ---------------------------- | ---------------------------- |
| 1er                          | Enric Mas                    | Espagne                      | Movistar Team                | 16 h 31 min 25 s             |
| 2e                           | Andrea Bagioli               | Italie                       | Deceuninck-Quick Step        | + 2 min 26 s                 |
| 3e                           | Gino Mäder                   | Suisse                       | NTT Pro Cycling              | + 2 min 59 s                 |
| 4e                           | David Gaudu                  | France                       | Groupama-FDJ                 | + 3 min 28 s                 |
| 5e                           | Aleksandr Vlasov             | Russie                       | Astana                       | + 5 min 10 s                 |
| 6e                           | Iván Sosa                    | Colombie                     | Ineos Grenadiers             | + 8 min 03 s                 |
| 7e                           | Georg Zimmermann             | Allemagne                    | CCC Team                     | + 11 min 41 s                |
| 8e                           | Kobe Goossens                | Belgique                     | Lotto-Soudal                 | + 11 min 46 s                |
| 9e                           | William Barta                | États-Unis                   | CCC Team                     | + 13 min 22 s                |
| 10e                          | Niklas Eg                    | Danemark                     | Trek-Segafredo               | + 17 min 28 s                |

| Classement par équipes | Classement par équipes | Classement par équipes | Classement par équipes |
| Équipe                 | Équipe                 | Pays                   | Temps                  |
| ---------------------- | ---------------------- | ---------------------- | ---------------------- |
| 1re                    | Jumbo-Visma            | Pays-Bas               | 49 h 35 min 42 s       |
| 2e                     | Movistar Team          | Espagne                | + 1 min 42 s           |
| 3e                     | UAE Team Emirates      | Émirats arabes unis    | + 7 min 14 s           |
| 4e                     | Astana                 | Kazakhstan             | + 13 min 33 s          |
| 5e                     | Mitchelton-Scott       | Australie              | + 24 min 21 s          |
| 6e                     | Trek-Segafredo         | États-Unis             | + 32 min 16 s          |
| 7e                     | Ineos Grenadiers       | Royaume-Uni            | + 34 min 06 s          |
| 8e                     | Deceuninck-Quick Step  | Belgique               | + 37 min 12 s          |
| 9e                     | Cofidis                | France                 | + 40 min 59 s          |
| 10e                    | CCC Team               | Pologne                | + 46 min 34 s          |

| Classement par équipes | Classement par équipes | Classement par équipes | Classement par équipes |
| Équipe                 | Équipe                 | Pays                   | Temps                  |
| ---------------------- | ---------------------- | ---------------------- | ---------------------- |
| 1re                    | Jumbo-Visma            | Pays-Bas               | 49 h 35 min 42 s       |
| 2e                     | Movistar Team          | Espagne                | + 1 min 42 s           |
| 3e                     | UAE Team Emirates      | Émirats arabes unis    | + 7 min 14 s           |
| 4e                     | Astana                 | Kazakhstan             | + 13 min 33 s          |
| 5e                     | Mitchelton-Scott       | Australie              | + 24 min 21 s          |
| 6e                     | Trek-Segafredo         | États-Unis             | + 32 min 16 s          |
| 7e                     | Ineos Grenadiers       | Royaume-Uni            | + 34 min 06 s          |
| 8e                     | Deceuninck-Quick Step  | Belgique               | + 37 min 12 s          |
| 9e                     | Cofidis                | France                 | + 40 min 59 s          |
| 10e                    | CCC Team               | Pologne                | + 46 min 34 s          |

## Prix de la Combativité
- Jesús Ezquerra (Burgos-BH)

## Abandons
- Daniel Martínez (EF Pro Cycling) : non-partant
- Simon Geschke (CCC Team) : non-partant